# Naaz Joshi
Pour les articles homonymes, voir Joshi.
Naaz Joshi (née en 1984 à New Delhi, Inde) est la première reine de beauté internationale trans en Inde, une activiste des droits des trans et une conférencière. 
Joshi remporte le concours de beauté Miss World Diversity trois fois de suite. Elle est également le premier modèle trans ayant fait la couverture d'un magazine en Inde. Elle se trouve également être la première reine de beauté internationale trans d'Inde. 

## Jeunesse
Elle est née d'une mère musulmane et d'un père hindou punjabi. À l'âge de 7 ans, sa famille l'envoie chez un parent éloigné à Bombay pour éviter les railleries de la société en raison de son comportement féminin. Elle travaille dans des bars et des restaurants pour gagner sa vie. Plus tard, elle s’inscrit à Institut national des technologies de la mode (en) (NIFT) et termine ses études officielles en mode. Elle complète ensuite son MBA en marketing à l'Institut des techniques de management de Ghaziabad.

## Vie privée
Joshi travaille comme travailleuse du sexe pour gagner l'argent pour son opération de réattribution sexuelle. En 2018, elle affirme être victime de discrimination fondée sur le sexe après que sa réservation ait été rejetée par un hôtel de Gurgaon. Bien qu'un jeune employé de l'hôtel contacté à ce sujet par le Hindustan Times déclare que la réservation a été annulée pour « des raisons liées au sexe », le directeur général dément ces affirmations par la suite, affirmant que « toute allégation de discrimination est fausse » et que l’hôtel n’avait pas encore confirmé la réservation de Joshi car il attendait toujours l’approbation du bureau régional des ventes. 
Le statut de la population trans en Inde s'améliore depuis que la NALSA est en mesure de faire reconnaître le troisième sexe trans par la Cour suprême de l'Inde le 14 avril 2014. Elle remporte également les concours de Miss Republic International Beauty Ambassador 2017 et de Miss United Nationals Ambassador. En remportant ce titre, elle confie à Indulge Express que la conquête de la couronne lui confère davantage de pouvoir et de responsabilité vis-à-vis de la société, œuvrant pour que la communauté trans deviennent un acteur de la société actuelle. 

## Concours de beauté
Joshi remporte pour la première fois Miss World Diversity en 2017 et conserve son titre l'année suivante. Elle devient ensuite la première trans à remporter le titre pour la troisième année consécutive en 2019. Cette victoire fait également d'elle la première personne trans au monde à remporter un titre international face à des femmes cisgenre. 
Elle remporte également Miss Transqueen India en 2018,. 